# 长筒滨紫草
长筒滨紫草（学名：Mertensia davurica）是紫草科滨紫草属的植物。分布在俄罗斯、蒙古以及中国大陆的河北等地，生长于海拔2,300米的地区，多生在山坡草地，目前尚未由人工引种栽培。